# Isogona punctipennis
Isogona punctipennis là một loài bướm đêm thuộc họ Erebidae. Nó được tìm thấy ở Arizona.
Sải cánh dài 23–26 mm.